# Kirchendiebstahl
Kirchendiebstahl oder Kirchenraub (in älteren Wörterbüchern auch sacrilegium) ist der Diebstahl von Gegenständen aus einer Kirche bzw. der Diebstahl von geweihten Gegenständen, die dem Gottesdienst dienen (Res sacrae). Diese Form des Diebstahls wird nach deutschem (§ 243 Nr. 4 StGB) und österreichischem Strafrecht (§ 128 Abs. 1 Nr. 2 StGB) als „besonders schwerer Fall“ mit bis zu zehn Jahren Freiheitsentzug bestraft. Als schwerwiegend wird hier die potenzielle Verletzung religiöser Gefühle durch die Entweihung von Sakralgegenständen eingeschätzt.
Im Mittelalter wurde für Kirchenraub die Todesstrafe verhängt, dies teilweise auch bis in die Neuzeit, so beispielsweise im Kurfürstentum Bayern im Codex Iuris Bavarici Criminalis festgelegt, der von 1751 bis 1813 gültig war.